# Suarezia heterodoxa
Suarezia heterodoxa är en kräftdjursart som först beskrevs av Dollfus 1895B.  Suarezia heterodoxa ingår i släktet Suarezia och familjen Scleropactidae. Inga underarter finns listade i Catalogue of Life.